# Plaques de matrícula de Grècia

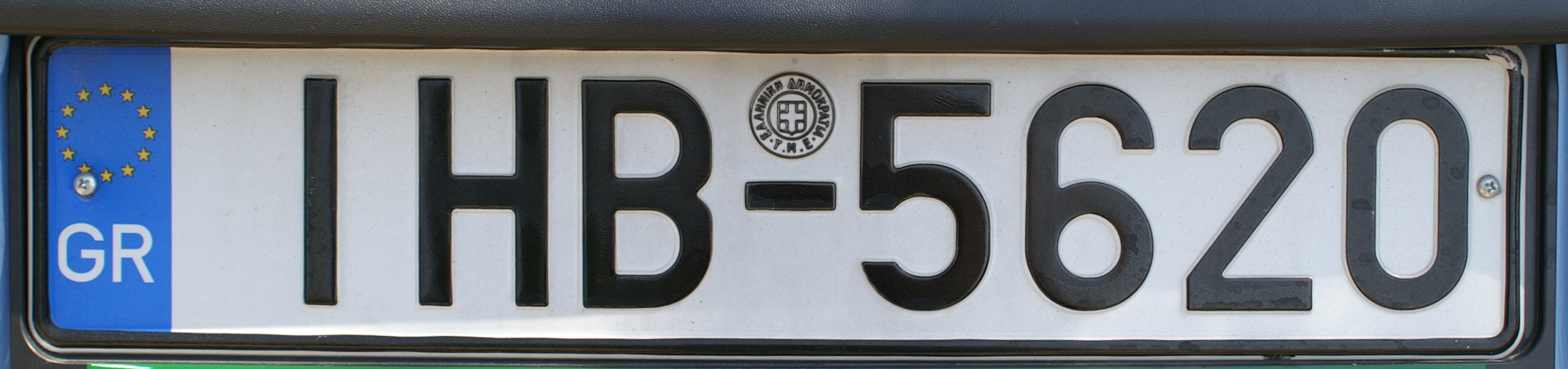
Model de matrícula actual amb el codi "IH" de la prefectura d'Atenes.

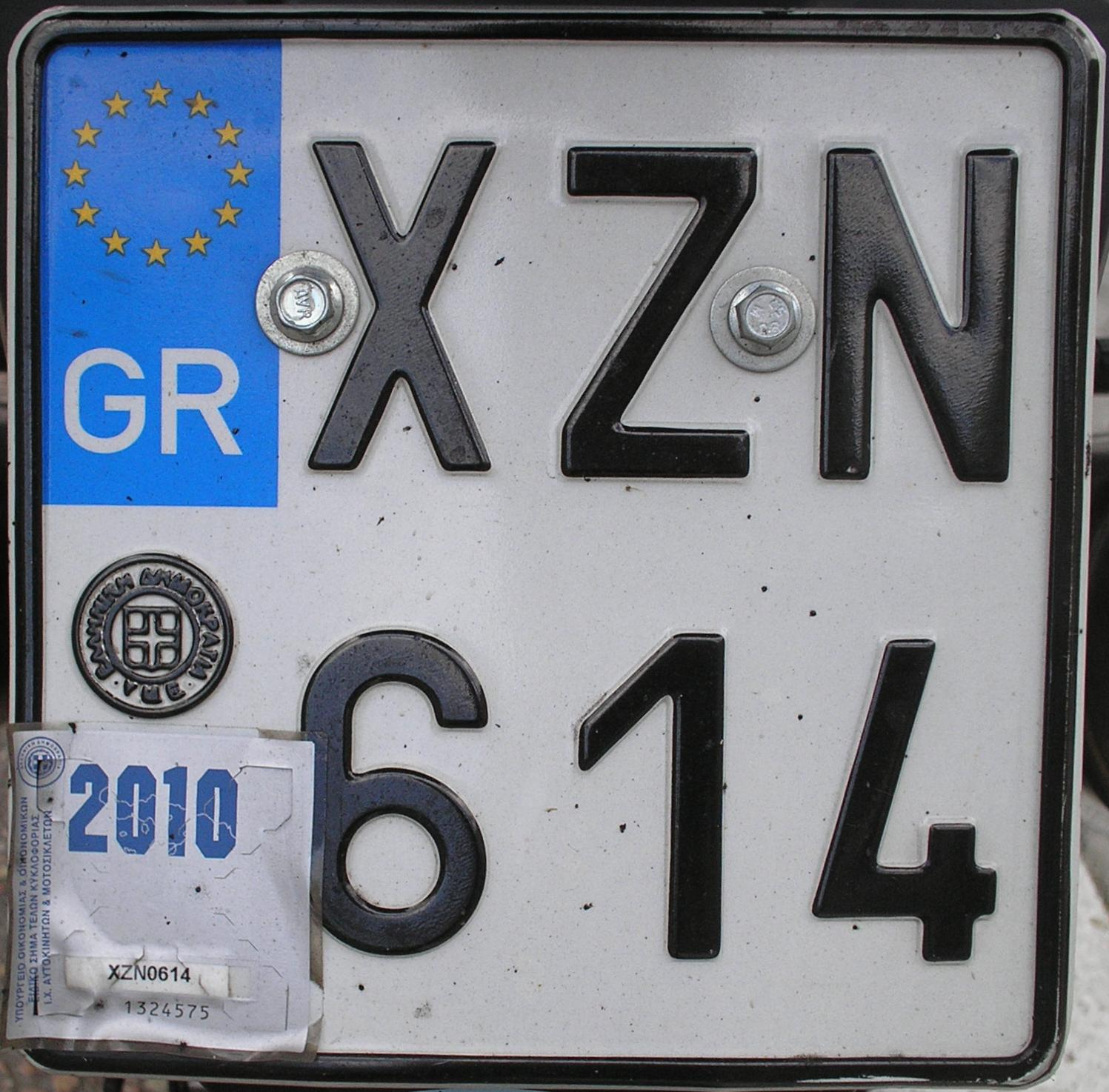
Model de matrícula de motocicleta.

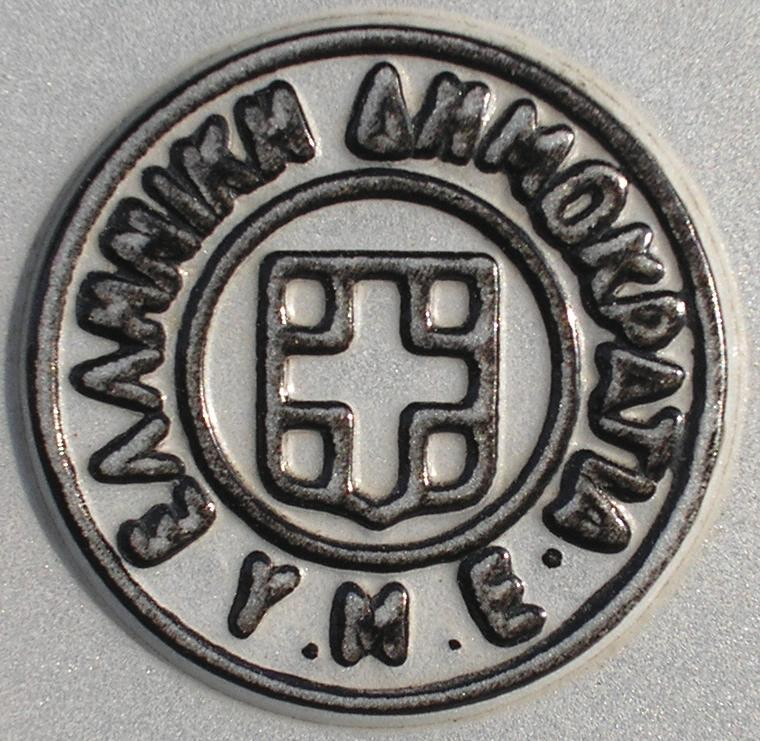
Escut matrícula.

Les plaques de matrícula dels vehicles de Grècia segueixen un sistema adoptat a partir del 1982 i format per tres lletres seguides de quatre xifres separades per un guionet, on les dues primeres lletres indiquen la prefectura on està matriculat el vehicle (per exemple, ABC-1234). A partir de 2004, com a país membre de la Unió Europea, s'hi va afegir la franja blava a l'extrem esquerre amb les estrelles en cercle de la UE i el codi internacional del país, GR. Els caràcters són de color negre sobre un fons reflectant blanc i de mides similars a la resta de plaques de la UE.
Sobre el guionet que separa les lletres de les xifres (o sota la franja blava en les matrícules de dues línies) hi ha estampada en gris una creu grega (com l'escut nacional) envoltada de «ΕΛΛΗΝΙΚΗ ΔΗΜΟΚΡΑΤΙΑ Υ.Μ.Ε.» (DEMOCRÀCIA HEL·LÈNICA).
Només s'utilitzen les lletres coincidents entre els alfabets llatí i grec, és a dir: Α, Β, Ε, Ζ, Η, Ι, Κ, Μ, Ν, Ο, Ρ, Τ, Υ i Χ (en l'ordre de l'alfabet grec). Això es deu al fet que Grècia és una part contractant de la Convenció de Viena sobre trànsit viari, que requereix que les matrícules es mostrin amb caràcters llatins en majúscula i amb xifres àrabs. La regla s'aplica de manera similar a països com Rússia, Ucraïna, Belarús, Bòsnia i Hercegovina i Bulgària.
Cal destacar que la seqüència de quatre xifres van del 1.000 fins al 9.999 (i no del 0000 al 9999 com seria d'esperar). Això és degut al fet que les combinacions de l'1 al 999 estan reservades per a les motocicletes de més de 50 cc de potència.

## Tipografia

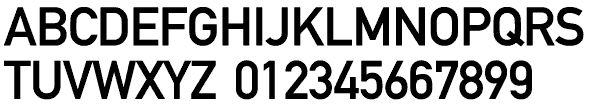
Tipografia DIN 1451 Mittelschrift

Les matrícules utilitzen una tipografia de pal sec o sans-serif basada en la norma DIN 1451 Mittelschrift. El tret més característic es troba en la utilització de la versió original de les xifres 6 i 9 amb l'arrodoniment del traç superior i inferior.

## Model general en automòbils i motocicletes
A continuació s'enumeren els codis de les prefectures gregues que venen indicats per les primeres 2 lletres de les 3 que apareixen a la combinació de les plaques de matrícula. D'aquesta manera se sap on està registrat l'automòbil. Algunes prefectures tenen més d'una combinació.
- AA - Acaia.
- AB - Kavala.
- AE - Lassithi. Per ús futur.
- AZ - Acaia.
- AH - Xanthi. No s'utilitza "AHH".
- AI - Etòlia-Acarnània.
- AK - Lacònia.
- AM - Fòcida.
- AN - Lassithi..
- AO - Acaia.
- AO - Utilitzat al mont Atos en el format "AO-123-12".
- AP - Argòlida.
- AT - Arta.
- AX - Acaia. Per a motocicletes.
- BA - Magnèsia.
- BB - Magnèsia. Per a motocicletes.
- BE - El Pireu. Per a motocicletes.
- BZ - El Pireu. Per a motocicletes.
- BH - El Pireu. Per a motocicletes.
- BI - Beòcia.
- BK - Àtica Oriental. Per ús futur.
- BM - Àtica Oriental. Per ús futur.
- BN - Àtica Occidental. Per ús futur.
- BO - Magnèsia. "BOP" també s'ha emès a Pel·la.
- BP - Àtica Occidental. Per ús futur.
- BT - Magnèsia. Per ús futur.
- BY - Beòcia. Per ús futur.
- BX - El Pireu. Per a motocicletes.
- EA - Dodecanès. Per a motocicletes.
- EB - Hebros. No s'utilitza "EEB".
- EE - Pel·la. No s'utilitza "EEE".
- EZ - Cíclades. Per a motocicletes.
- EH - Eubea. Per a motocicletes.
- EI - Eubea. Per a motocicletes.
- EM - Cíclades.
- EP - Serres.
- ET - Corfú. Per a motocicletes.
- EY - Lèucada. "EYA" també s'ha emès a l'illa de Rodes per esgotament de la sèrie "PON".
- EX - Kilkís. Per ús futur.
- ZA - Zacint.
- ZB - Zacint. Per ús futur.
- ZE - Tessalònica. Per ús futur.
- ZZ - Atenes.
- ZH - Atenes.
- ZI - Tessalònica. Per ús futur.
- ZK - Atenes.
- ZN - El Pireu.
- ZO - Tessalònica. Per ús futur.
- ZP - El Pireu. Per a motocicletes.
- ZT - Àtica Occidental. Per a motocicletes.
- ZY - Àtica Oriental.
- ZX - Àtica Oriental.
- HA - Èlide.
- HB - Atenes. Per a motocicletes.
- HE - Èlide. Per a motocicletes.
- HZ - Iràklio.
- HH - Iràklio. Per a motocicletes.
- HI - Iràklio. Per a motocicletes.
- HK - Iràklio. "ΗΚΗ" i "ΗΚΖ" també s'ha emès a Khanià"
- HM - Imathia.
- HN - Tespròcia.
- HO - Xanthi. Per a motocicletes.
- HP - Iràklio.
- HT - Xanthi. Per ús futur.
- HY - Ftiòtida. Per ús futur.
- HX - Imathia.
- IB - Atenes.
- IE - Atenes.
- IZ - Atenes.
- IH - Atenes. "IHA" també s'ha emès a Eubea per esgotament de la sèrie "XAI".
- II - Ioànnina. Per ús futur.
- IK - Atenes.
- IM - Atenes.
- IN - Ioànnina.
- IO - Atenes.
- IP - Atenes.
- IT - Atenes.
- IY - Atenes.
- IX - Serres.
- KA - Karditsa. No s'utilitza "KAA".
- KB - Kavala. No s'utilitza "KBB".
- KE - Cefalònia. No s'utilitza "KEE".
- KZ - Kozani. No s'utilitza "KZZ".
- KH - Evritania. Seguida d'"I", "O" i "Y" en taronja indica vehicles de l'estat.
- KI - Kilkís.
- KK - Ròdope. Per a motocicletes.
- KM - Messènia.
- KN - Pieria. No s'utilitza "KNZ".
- KO - Ròdope. Excepte "KOH" i "KOK" per Tessalònica, i "KOP" per Iràklio.
- KP - Coríntia.
- KT - Kastorià.
- KY - Corfú.
- KX - Cos. ("ΚΧΑ" també s'ha emès a Rodes per esgotament de la sèrie "POZ".
- MA - Calcídica. Per ús futur.
- MB - Samos. Per ús futur.
- ME - Etòlia-Acarnània.
- MZ - Messènia. Per a motocicletes.
- MO - Lesbos. ("MOK", "MOM" i "MOP" també s'ha emès per motocicletes a Rodes per esgotament de la sèrie "PKM".
- MP - Lacònia. Per ús futur.
- MT - Lesbos. Per a motocicletes.
- MY - Lesbos. ("MYZ" també s'ha emès a Rodes per esgotament de la sèrie "POM".
- MX - Hebros. Per ús futur.
- NA - Tessalònica.
- NB - Tessalònica.
- NE - Tessalònica.
- NZ - Tessalònica.
- NH - Tessalònica.
- NI - Tessalònica.
- NK - Tessalònica.
- NM - Tessalònica. Per a motocicletes.
- NN - Tessalònica. Per a motocicletes.
- NO - Tessalònica. Per a motocicletes.
- NP - Tessalònica. Per a motocicletes.
- NT - Tessalònica. Per ús futur.
- NY - Tessalònica. Per ús futur.
- NX - Tessalònica. Per ús futur.
- OA - Atenes. Per a motocicletes.
- OB - Atenes. Per a motocicletes.
- OE - Atenes. Per a motocicletes.
- OZ - Atenes. Per a ús futur.
- OH - Atenes. Per a motocicletes.
- OI - Atenes. Per a motocicletes.
- OK - Atenes. Per a motocicletes.
- OM - Atenes. Per a motocicletes.
- ON - Atenes. Per a motocicletes.
- OO - Atenes. Per a ús futur.
- OP - Hebros.
- OT - Atenes. Per a ús futur.
- OY - Atenes. Per a ús futur.
- OX - Atenes. Per a ús futur.
- PA - Flórina.
- PB - Coríntia.
- PE - Réthimno.
- PZ - Préveza. No s'utilitza "PZB".
- PH - Réthimno. Per a motocicletes.
- PI - Làrissa.
- PK - Dodecanès.
- PM - Drama. No s'utilitza "PMZ".
- PN - Grevenà.
- PO - Dodecanès.
- PP - Làrissa.
- PT - Làrissa. Per a ús futur.
- PY - Dodecanès. Per a motocicletes.
- PX - Dodecanès. Per a ús futur.
- TB - Corfú. Per a ús futur.
- TE - Corfú. Per a ús futur.
- TZ - El Pireu. Per a motocicletes.
- TH - Etòlia-Acarnània. Per a ús futur.
- TI - Pieria. Per a ús futur.
- TK - Trícala.
- TM - Argòlida. Per a ús futur.
- TN - Trícala. Per a ús futur.
- TO - Drama. Per a ús futur.
- TP - Arcàdia.
- TT - Ròdope. Per a ús futur.
- TY - Khanià. Per a motocicletes.
- TX - Préveza. Per a ús futur.
- YA - Atenes.
- YB - Atenes.
- YE - Atenes.
- YZ - Atenes.
- YH - Atenes. "YHA" també s'ha emès a Eubea per esgotament de la sèrie "XAN".
- YI - El Pireu.
- YK - El Pireu.
- YM - El Pireu.
- YN - El Pireu.
- YO - Àtica Occidental.
- YP - Àtica Occidental.
- YT - Àtica Occidental.
- YY - Àtica Oriental.
- YX - Àtica Oriental.
- XA - Eubea.
- XB - Khanià. Per a motocicletes.
- XE - Atenes. Per a motocicletes.
- XZ - Atenes. Per a motocicletes.
- XH - Atenes. Per a motocicletes.
- XI - Quios. Per a ús futur.
- XK - Calcídica.
- XM - Atenes. Per a ús futur.
- XN - Khanià.  "ΧΝΟ" es va emetre per automòbils però s'ha utilitzar per motocicletes
- XO - Quios. Per a ús futur.
- XP - Atenes. Per a motocicletes.
- XT - Atenes. Per a motocicletes.
- XY - Atenes. Per a motocicletes.
- XX - Atenes. Per a motocicletes.

## Models especials

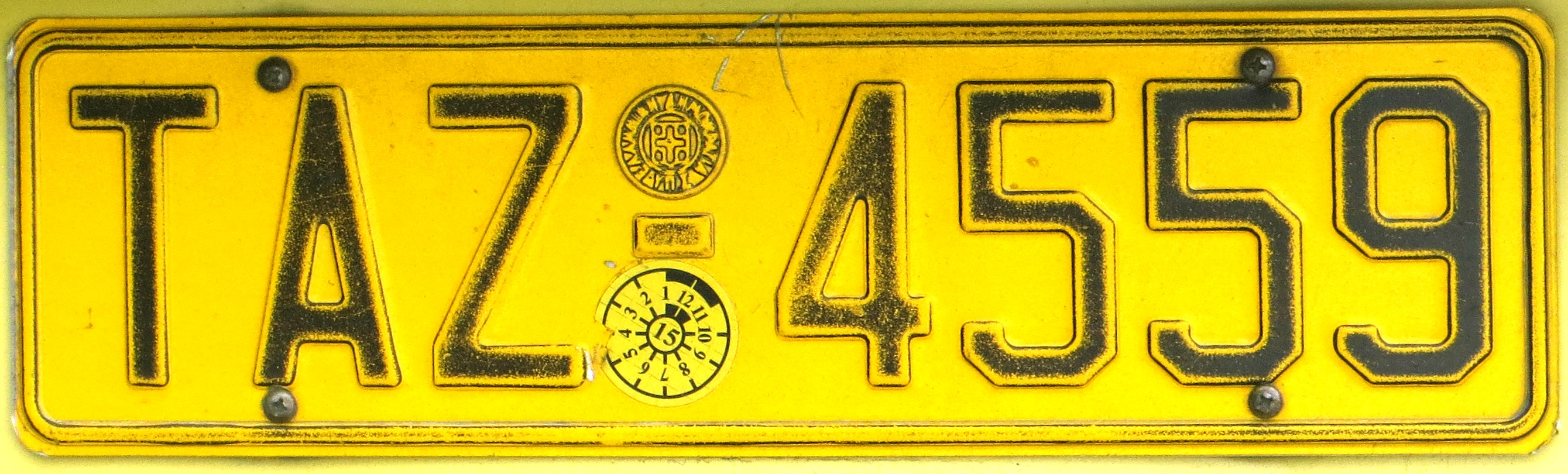
Model de taxi, "TA".

- AM - Seguit d'[O, P, T, Y, X], cotxes lliures d'impostos, caràcters en vermell. (esgotat)
- EK - Seguit d'[A, B, E], camions de transport nacional de mercaderies, plaques grogues i caràcters en negre.
- EY - Seguit d'[Y], cotxes lliures d'impostos d'empreses deslocalitzades, caràcters en vermell.
- IA - Seguit d'[A, B, E], camions de transport internacional de mercaderies, plaques grogues i caràcters en negre.
- KX - Seguit d'[Y], cotxes lliures d'impostos, caràcters en vermell. (esgotat)
- MO - Seguit d'[I, O, Y], cotxes lliures d'impostos, caràcters en vermell. (esgotat)
- NX - Seguit d'[A, Y], camions de transport nacional de mercaderies, plaques grogues i caràcters en negre.
- P - Remolcs de camions pesats, plaques blanques.
- PA - Seguit d'[I, O, Y], cotxes lliures d'impostos, caràcters en vermell. (esgotat)
- PN - Seguit d'[I, M, N, O, P], camions de transport de mercaderies, caràcters en vermell.
- TA - Seguit d'[A, B, E, Z, H], taxis, plaques grogues.

## Models especials de serveis públics i forces armades

Vehicle de l'estat.

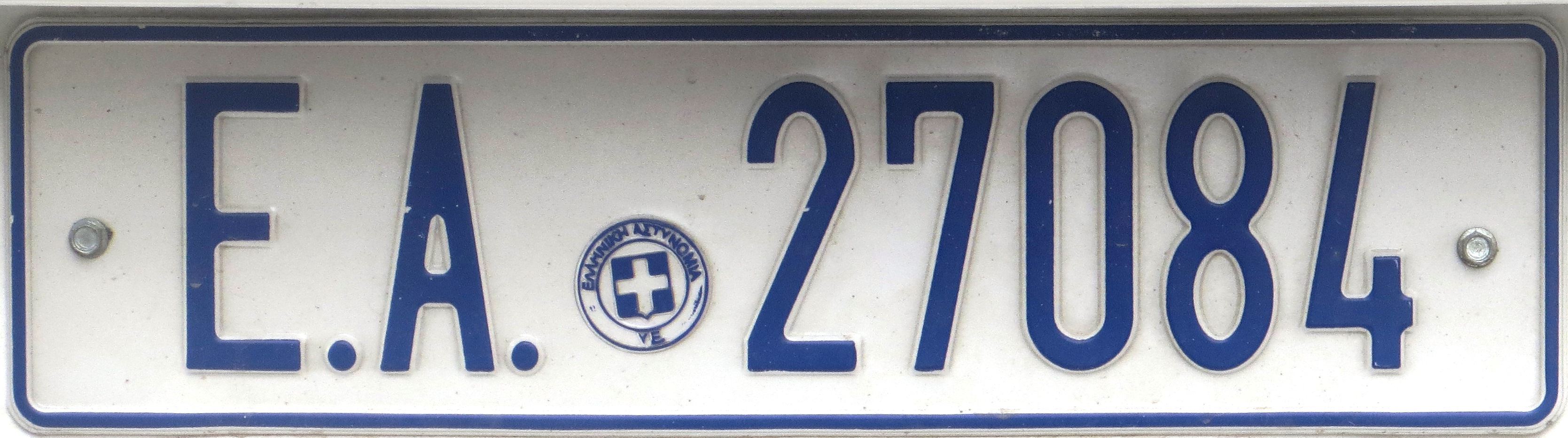
Placa de la policia.

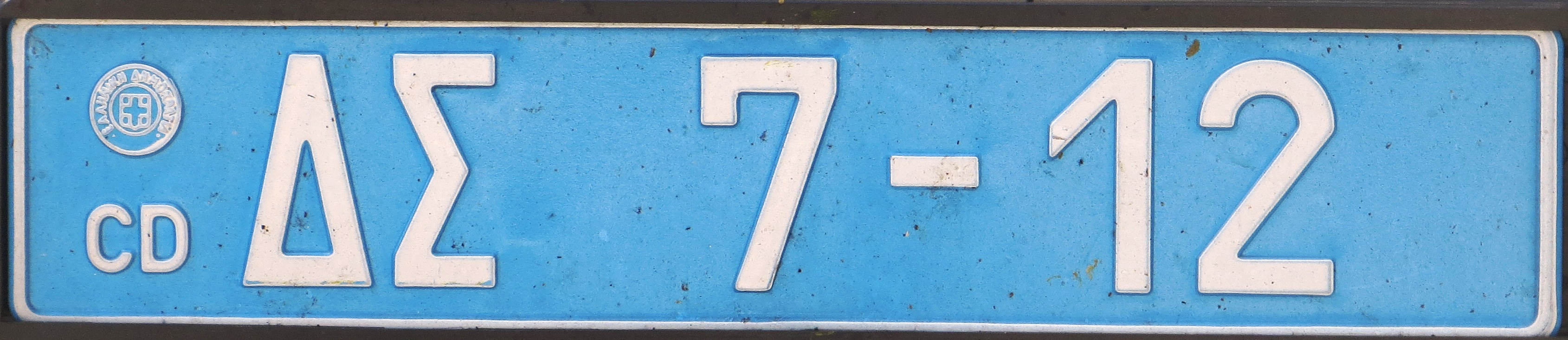
Placa diplomàtica.

- KH - Seguit d'[I, O, Y], automòbils de l'estat, placa taronja i caràcters en negre.
- ΠΣ (Πυροσβεστικό Σώμα) - Bombers.
- Ε.Α. (Ελληνική Αστυνομία) - Policia.
- ΛΣ (Λιμενικό Σώμα) - Guardacostes.
- ΠΝ (Πολεμικό Ναυτικό) - Marina grega.
- ΠΑ (Πολεμική Αεροπορία) - Exèrcit de l'aire.
- ΔΣ (Διπλωματικό Σώμα) - Diplomàtics i delegacions estrangeres (ex: ΔΣ 48 CD, ΔΣ 48-1 CD)
- ΞΑ (Ξένες Αποστολές) - Missions estrangeres.
- ΔΟΚ (Δοκιμαστικές) - Plaques temporals.
- ΑΝ.Π. (Ανάπηροι Πολέμου) - Ferits de guerra, placa blava.
- ΑΜ (Αγροτικά Μηχανήματα) - Vehicles agrícoles.
- ΜΕ (Μηχανήματα Έργων) - Vehicles de treballs públics, placa groga.
- ΚΥ (Κρατική Υπηρεσία) - Vehicles de l'estat.
- IM (Iερά Mητρόπολη) - Dignatari eclesiàstic.

## Història

### 1911-1954
Fins al 1954 el sistema utilitzar era format només per xifres en ordre continu des de l'1 fins aproximadament el 75.000 quan va canviar el sistema. Les plaques eren blanques i els caràcters en negre. Els taxis havien d'indicar la inicial de la ciutat per la qual tenien la llicència (ex, "A" per a Atenes). El 1954 fou obligatori el canvi a un nou sistema.

### 1954-1956
Durant només dos anys, el sistema fou L-123, L-1234 o L-12345 amb caràcters negres sobre fons groc on "L" era la inicial de la ciutat en què estaven llicenciats els automòbils (ex, "A" per a Atenes, "Θ" per a Tessalònica). Les plaques també mostraven a la cantonada superior esquerra "1953-54" (període en què s'inicià el canvi de sistema), en caràcters negres amb una tipografia més petita. Aquest sistema fou retirat el 1956.

### 1956-1972
El 1956 es va tornar a canviar el sistema a un de sis xifres (ex. 123456). Els caràcters eren negres sobre un fons blanc amb una banda a la part superior de les plaques que indicaven la ciutat o districte on estava registrat el vehicle. A principis dels anys 60, la banda de la placa frontal es va eliminar, per tant, la placa es va fer més petita, mentre que la del darrere es canvià a color blau. Quan es va substituir aquest model, no fou obligatori fer un canvi de plaques, pel que encara avui en dia se'n poden veure alguna en vehicles antics.

### 1972-1982
El 1972, es va tornar a canviar el sistema, per un de dues lletres i quatre xifres (ex. AB-1234). Els caràcters eren negres sobre un fons blanc i de tipografia també diferent al sistema anterior.

### 1982-2004
El 1982, es va implantar el sistema utilitzat actualment (ex. ABC-1234), on les dues primeres lletres indiquen la prefectura on està matriculat el vehicle. A partir del 2004 s'hi afegí la franja blava amb els símbols de la UE.